# Pu Cunxin
Pu Cunxin (濮存昕S, Pú CúnxīnP; Pechino, 31 luglio 1953) è un attore cinese.
In occasione del centenario della nascita dell'industria cinematografica in Cina nel 2005, la China Film Performance Art Academy lo ha inserito nella lista dei "100 migliori attori in 100 anni di cinema cinese".

## Filmografia parziale
- Lán fēngzheng, regia di Tian Zhuangzhuang (1993)
- La doccia (Xǐzǎo), regia di Zhang Yang (1999)